# 김현성 (교수)
김현성(金炫成)은 대한민국의 교수이자 정보보호전문가이다. 현재까지 100편이 넘는 정보보호관련 논문의 저자이다. 특히 그는 2003년에 지문을 이용한 난수생성 기법을 제안하였다. 암호기법에서 난수의 사용은 아주 중요한 역할을 한다. 그의 기법은 동일한 사용자가 지문을 여러 번 입력하더라도 입력된 지문 이미지는 매 순간 다르다는 데 초점을 맞추고 있다. 그는 공개키 암호화 시스템을 위한 하드웨어 설계와 암호 프로토콜에 대한 전문가이다.

## 생애
1971년에 대한민국 전라남도에서 태어났다. 1996년에 경일대학교 컴퓨터공학과에서 공학사를 받았고, 경북대학교 컴퓨터공학과에서 1998년에 공학석사와 2002년에 공학박사 학위를 받았다. 그 이후 2000년부터 2002년까지 (주)디토정보에서 선임연구원으로 근무했으며, 현재는 경일대학교에서 사이버보안학과의 정교수로 재직중이다.